# Српско коло (1903—1929)
Српско коло је бивши српски лист који је излазио у Загребу од октобра 1903.  до 1929., са прекидом од 1915. до 1918.

## Историја
Издавач листа је било друштво Српско коло, а одговорни уредник је био Будислав Будисављевић, кога 1912. замјењује Дејан Бира, Иван Растовчан и Гојко Стојановић. Када је лист 1919. обновљен, њиме су руководили браћа Прибићевић, уз сарадњу Душана Иванчевића и Милана Грчића. Адам Прибићевић је до избијање Првог свјетског рата био уредник. Оптужен је на 12 година робије у велеиздајничком процесу. Пред укидање 1929. уредништво се сели у Београд. Излазио је недјељно и са Србобраном је дијелио уређивачки одбор.
Осим вијести о свакодневном привредном и културно-просвјетном животу у Угарској и шире, увијек се посебно обраћала пажња на тадашње проблеме и догађаје, као што је била Анексија Босне и Херцеговине и загребачки велеиздајнички процес. Цензура је често стављала бјелине у овом листу (цензурисала га је). У Дому војске Србије, 25. децембра 2023. је обиљежен јубилеј, 120 година од изласка првог сељачког листа у српству, Српског кола.
Од децембра 2015. излази мјесечник истога имена у Београду, Српско коло и то је лист Савеза Срба из региона. Штампа се ијекавским изговором и ћирилицом, као и стари лист истога имена.